# عملة 1000 روبية إندونيسية
عملة الألف روبية الإندونيسية (1000 روبية) هي عملة من الروبية الإندونيسية. يقومون بتداولها إلى جانب الأوراق النقدية بقيمة 1000 روبية. قدموها لأول مرة في 8 مارس 1993 كعملات معدنية ثنائية المعدن وتسك الآن كعملات معدنية أحادية المعدن حيث ظهرت أول عملة من نوعها في عام 2010 وأحدث تنقيح لها كانت في عام 2016. واعتبارًا من عام 2024 أصبحت السلسلتين الأخيرتين من هذه الفئة هما العطاء القانوني.

## الإصدار الأول (1993-1997، 2000)

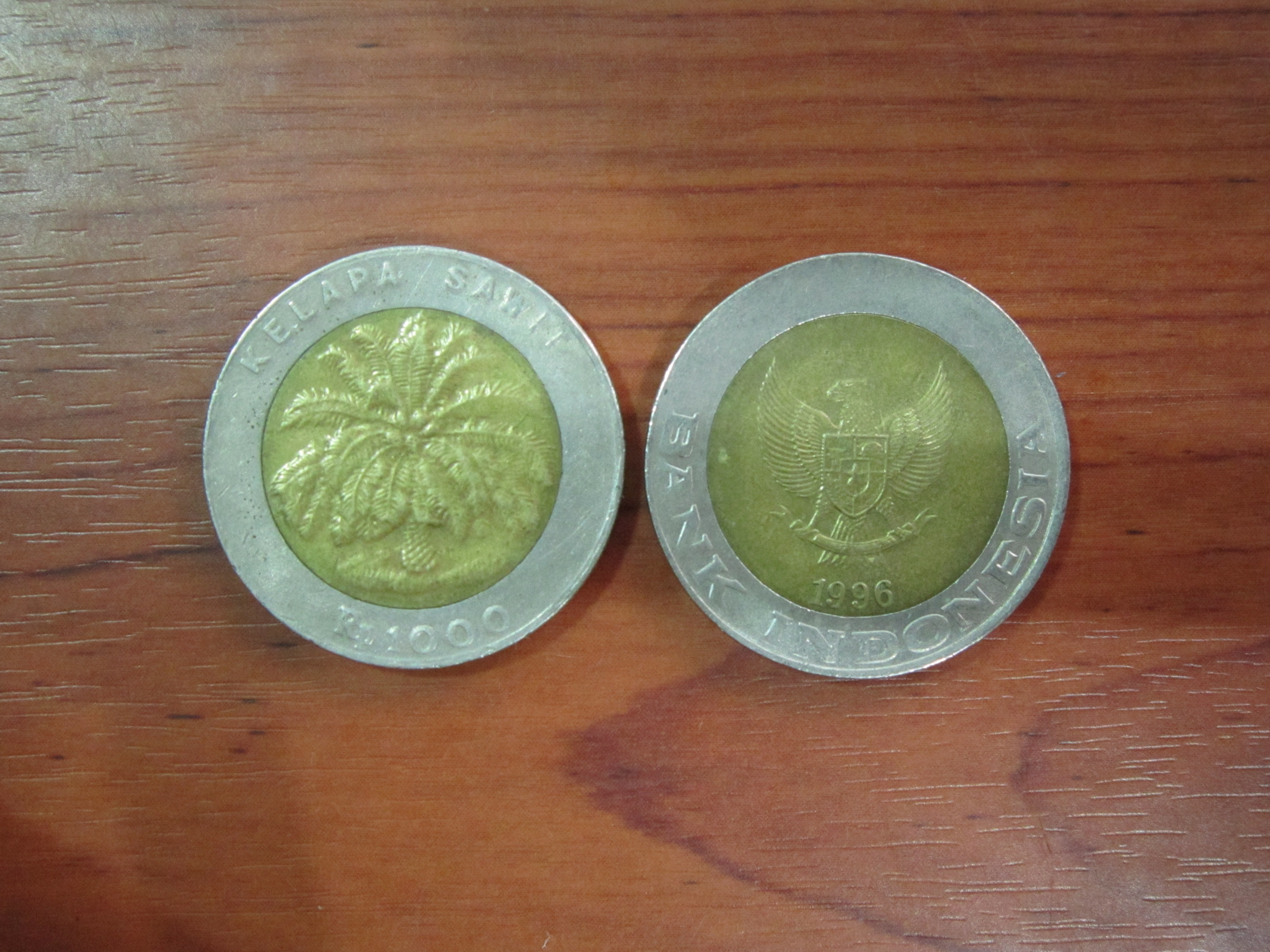
عملتان معدنيتان من فئة 1000 روبية صدرتا عام 1993 والعملة الثانية صدرت عام 1996.

هذا هو الإصدار الأول من عملة الألف روبية. ونظرًا لكونه ثنائي المعدن فإنه يحتوي على حافة خارجية من النحاس والنيكل ودائرة داخلية مصنوعة من سبيكة الألومنيوم والنيكل والبرونز. وزنه 8.6 غ (0.30 أونصة) والقطر 26 مـم (1.0 بوصة) والسمك 2.2 مـم (0.087 بوصة) ولها حافة خشنة. ويظهر على وجه العملة المعدنية شعار الدولة جارودا بانكاسيلا مع سنة الإصدار في دائرتها الداخلية المصنوعة من الألومنيوم والنيكل والبرونز والنقش "بنك إندونيسيا" على حلقتها الخارجية المصنوعة من النحاس والنيكل بينما يظهر على ظهرها نخيل زيتي في الدائرة الداخلية مع نقش "كيلابا ساويت" (نخيل زيتي) بالإضافة إلى "Rp1000" على الحلقة الخارجية. سكت هذه العملات المعدنية في أعوام 1993 و1994 و1995 و1996 و1997 و2000 وكانت تواريخها الرئيسية هي عامي 1994 و1997.
إن هذه العملة المعدنية موضع جدل حيث يبيعها العديد من البائعين عبر الإنترنت بما يصل إلى مئة مليون روبية لكل منها، بينما في الواقع تباع هذه العملات المعدنية بسعر التجزئة من ثلاثة آلاف إلى عشرة آلاف روبية لكل منها. مع أعلى قيمة للعملات المعدنية ذات الدرجة العالية تصل إلى 4000000 روبية.
ألغي تداول هذه العملة المعدنية في 1 ديسمبر 2023 ويمكن استبدالها في كل من البنوك التجارية ومكاتب بنك إندونيسيا حتى 1 ديسمبر 2033.

## الإصدار الثاني (2010)

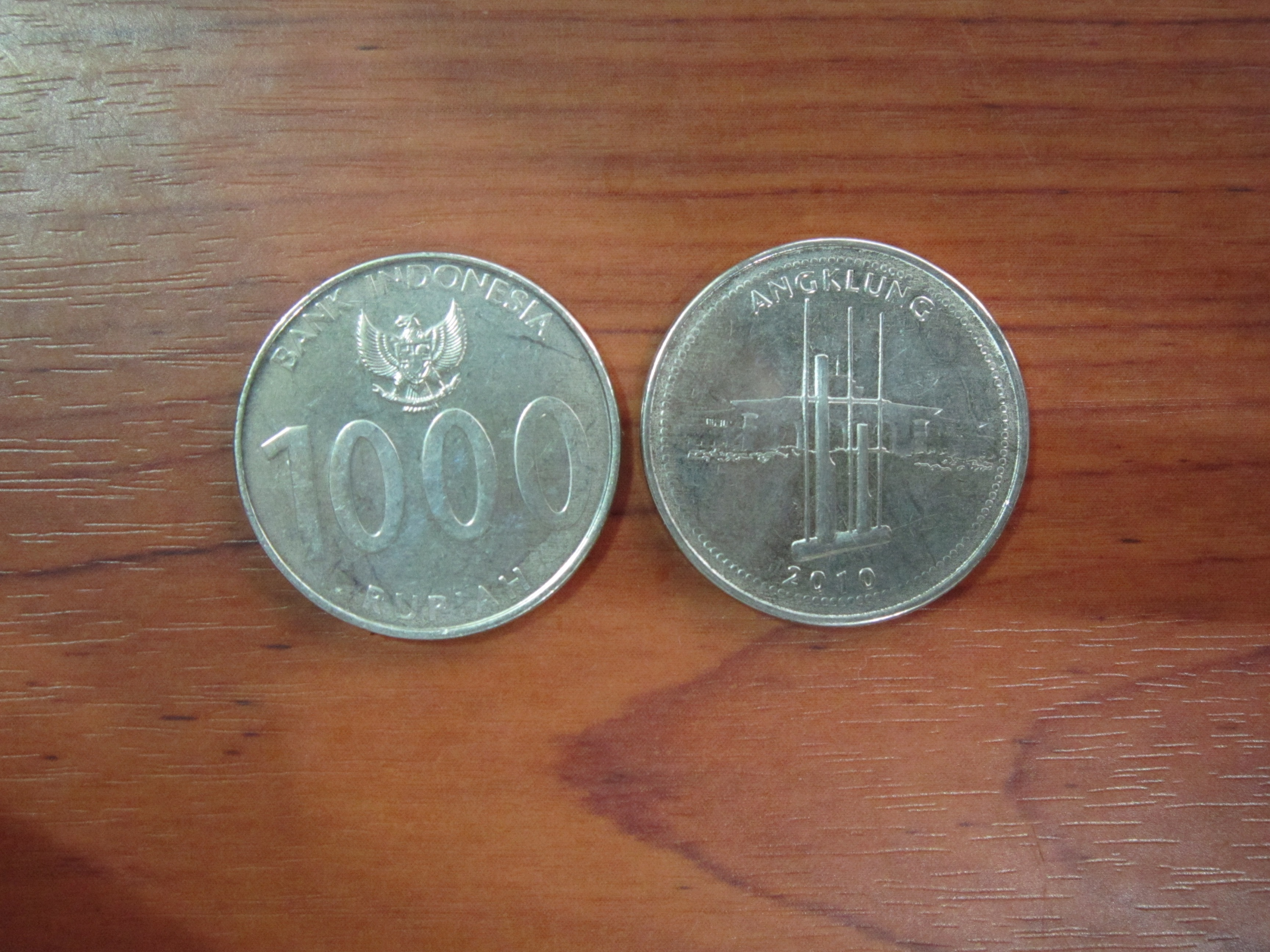
عملتان معدنيتان من فئة 1000 روبية إصدار عام 2010.

سكت عملة الألف روبية مرة أخرى وهذه المرة كعملة أحادية المعدن مصنوعة من الفولاذ المطلي بالنيكل في عام 2010. وأعلن عنها لأول مرة في 20 يوليو من ذلك العام. يحمل وجهها شعار غارودا بانكاسيلا الوطني ونقش "1000 روبية" بينما يصور وجهها الآخر آلة أنغكلونغ الموسيقية الجاوية الغربية ومجمع جيدونغ ستاتي في عاصمتها باندونغ مع نقش "أنغكلونغ" و"2010". يبلغ قطرها 24.15 مـم (0.951 بوصة) وسمك 1.6 مـم (0.063 بوصة) كما تزن 4.5 غ (0.16 أونصة) ولها حافة ملساء.

## الإصدار الثالث (2016)
أعيد تصميم العملات المعدنية بقيمة 1000 روبية في 19 ديسمبر 2016. حيث يحمل وجهها الآن صورة البطل الوطني "إي غوستي كيتوت بوجا" وشعار غارودا بانكاسيلا الوطني وعبارة "جمهورية إندونيسيا". أما الوجه الخلفي فيحتوي الآن على عبارتي "بنك إندونيسيا" و"1000 روبية" و"2016" بالإضافة إلى نقش بارز على شكل دوائر تحيط بحافتها الداخلية. تسك العملات المعدنية من هذا النوع من الفولاذ المطلي بالنيكل وتزن 4.5 غ (0.16 أونصة) لديها قطر 24.1 مـم (0.95 بوصة) السمك هو 1.45 مـم (0.057 بوصة) ولها حافة ملساء.

## عملة تذكارية غير متداولة (1970)
فإلى جانب العملات المعدنية الثلاث المتداولة قام بنك إندونيسيا أيضًا بسك عملة فضية غير متداولة بقيمة 1000 روبية لإحياء الذكرى الخامسة والعشرين لاستقلال إندونيسيا في عام 1970. وهذه العملة تزن 40 غ (1.4 أونصة) ويبلغ قطرها 55 مـم (2.2 بوصة) ولها حافة مضلعة. يوجد على الوجه الأمامي شعار الدولة جارودا بانكاسيلا وشعار بنك إندونيسيا والحروف "1945-1970" و"1000 روبية" إلى جانب سنة الإصدار (1970). وفي الوقت نفسه يحمل الجزء الخلفي من العملة صورة الجنرال سوديرمان بالإضافة إلى الحروف "25 طاهون كيمردكهان" و"جمهورية إندونيسيا".